# 2021 Поенкаре
2021 Поенкаре (енгл. 2021 Poincare) је астероид главног астероидног појаса чија средња удаљеност од Сунца износи 2,308 астрономских јединица (АЈ).
Апсолутна магнитуда астероида је 13,3.
Астероид је назван у част Анрија Поенкареа, француског математичара и теоријског физичара.